# Zîrek
 (août 2024).
Si vous disposez d'ouvrages ou d'articles de référence ou si vous connaissez des sites web de qualité traitant du thème abordé ici, merci de compléter l'article en donnant les références utiles à sa vérifiabilité et en les liant à la section « Notes et références ».
Ahmet Zirek, simplement dit Zîrek, né le 10 juillet 1957 à Hakkari en Turquie, est un acteur, écrivain et réalisateur kurde.

## Biographie
Ahmet Zirek naît dans le Kurdistan turc, à une date inconnue. Alors qu'il doit entrer à l'école et ne pouvant présenter d'acte de naissance (« Les Kurdes n'avaient pas de papiers »), son père prétend que Zirek est né le 10 juillet 1957. 
Apatride, il doit fuir la Turquie en 1980, où il est considéré comme terroriste. Il arrive en France en 1982. Son film Pari(s) d'exil raconte ses années loin de son pays d'origine. Il remporte le Silver Award (deuxième prix) lors de la 33ème édition du Festival international du Film du Caire.

## Filmographie
Sauf indication contraire, les informations mentionnées dans cette section peuvent être confirmées par les bases de données cinématographiques IMDb et Allociné,  présentes dans la section « Liens externes ».

### Acteur
- 1983 : Le Mur
- 1998 : Comme un poisson hors de l'eau
- 1998 : Vive la mariée... et la libération du Kurdistan
- 1999 : Éloge de l'amour
- 1999 : Les Larmes d'un homme
- 2000 : L'Affaire Marcorelle
- 2001 : À une madone
- 2001 : Après la vie
- 2001 : Cavale
- 2001 : Bleu le ciel
- 2001 : Un couple épatant
- 2001 : L'Art (délicat) de la séduction
- 2002 : Aram
- 2007 : Pari(s) d'exil
- 2008 : Eden à l'ouest
- 2008 : Là-bas il fait froid
- 2009 : De jour en jour, il fera plus beau
- 2009 : La Journée de la jupe
- 2011 : Hôtel du Paradis
- 2013 : Before Snowfall
- 2014 : Geronimo
- 2015 : Une toile d'araignée
- 2016 : Une maison sans toit
- 2017 : Le Temps des égarés
- 2017 : Latin Babylon (court métrage)
- 2017 : La Vie de château
- 2017 : Jeune Femme
- 2018 : Atlas (2018)
- 2018 : Les Filles du soleil
- 2019 : Sœurs d'armes
- 2020 : Rauhantekijä (série télévisée)
- 2021 : The Bridge
- 2021 : Neighbours
- 2022 : Les 7 vies de Léa
- 2022 : Elle s'appelle Barbara
- 2022 : Rheingold
- 2024 : La vierge à l'enfant
- 2024 : Citoyens clandestins
- 2024 : Selon Joy

### Réalisateur
- 2007 : Pari(s) d'exil

### Scénariste
- 2007 : Pari(s) d'exil

## Publication

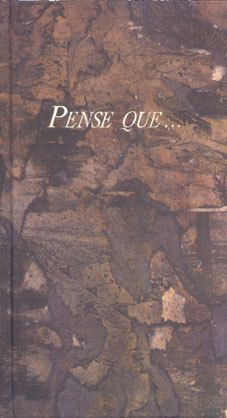
Couverture de Pense Que…

- 2003 : Pense Que…

## Théâtre
- 1992 : L’Offrande de Güngor Dilmen, théâtre de Ménilmontant
- 1992 : Cabaret politique, d’Isabelle Starkier, théâtre du Bateau Louragan
- 1994 : Mem û Zîn de Ehmêde Xani, théâtre Paris-Vincent
- 1998 : Chant pour un homme de lumière parti dans les ténèbres, textes de Maiakovski, Théâtre Le Proscenium
- 2000 : ZAT, les contes Soufis, Djellaledine-î Roumî
- 2000 : Azady, l’Être kurde, auteur anonyme, théâtre du Renard